# 宋黎辉
宋黎辉（1974年11月15日— ），是一名中国足球运动员兼教练，司职前卫。宋黎辉曾効力辽宁、山东鲁能泰山和南昌八一、深圳等球队，被人称为「饼子」、「中国齐达内」，在加盟山东鲁能泰山后翌年夺得甲A联赛及中国足协杯冠军，同年进入国家队。

## 职业生涯

### 俱乐部
- 1995年开始効力辽宁队。
- 1998年加盟山东鲁能泰山。
- 1999年协助山东鲁能泰山夺得甲A联赛及中国足协杯冠军，进入国家队。
- 2006年助山东鲁能泰山夺得中超冠军。
- 2007年被租借到辽宁广原効力半年。
- 2008年加盟南昌八一，9月在「二次转会」期间转投了深圳上清飲，並在兩支曾効力球队辽宁及山东鲁能泰山取得进球令深圳队提前保级。
- 2009年赛季，宋黎辉虽然进入深圳队的联赛报名名单[1]，但中途退出了体能测试，未能获得参赛资格，一度打算退役[2]。他其后通过体能测试的补测，决定回到深圳队，其后申请离队获深圳俱乐部批准，移民新加坡，並在新加坡联赛发展。
- 2010年重返中国以助理教练及球员身分加盟乙级联赛球队大连阿尔滨,但在中乙联赛进行的过程中，就因种种原因离队。
- 2011年5月加盟业余球队九江联盛，任教练兼球员。
- 2012年加盟乙级球队青海森科，任主教练兼球员。

### 国家队
1999年加入国家队，被时任山东鲁能泰山队主教练桑特拉奇称为“中国齐达内”。然而2001年遭到俱乐部处罚（“俱乐部已经宣布从今天(2001年4月1日)开始实施对队中主力队员宋黎辉的处罚规定，将对他实行停训、停赛、停薪，停止一切待遇，不准离开俱乐部，就连国家队宋黎辉也将无缘参加。”），之后与国家队无缘。

## 主教练
- 2012年，宋黎辉出任新组建的乙级联赛球队青海森科主教练，首次担任球队主教练兼球员。
- 2016年加盟乙级球队江西联盛出任主教练。

## 外部連結
- 竞技风暴
- 三停一取消资格 鲁能整风先拿宋黎辉开刀